# Expedition 68

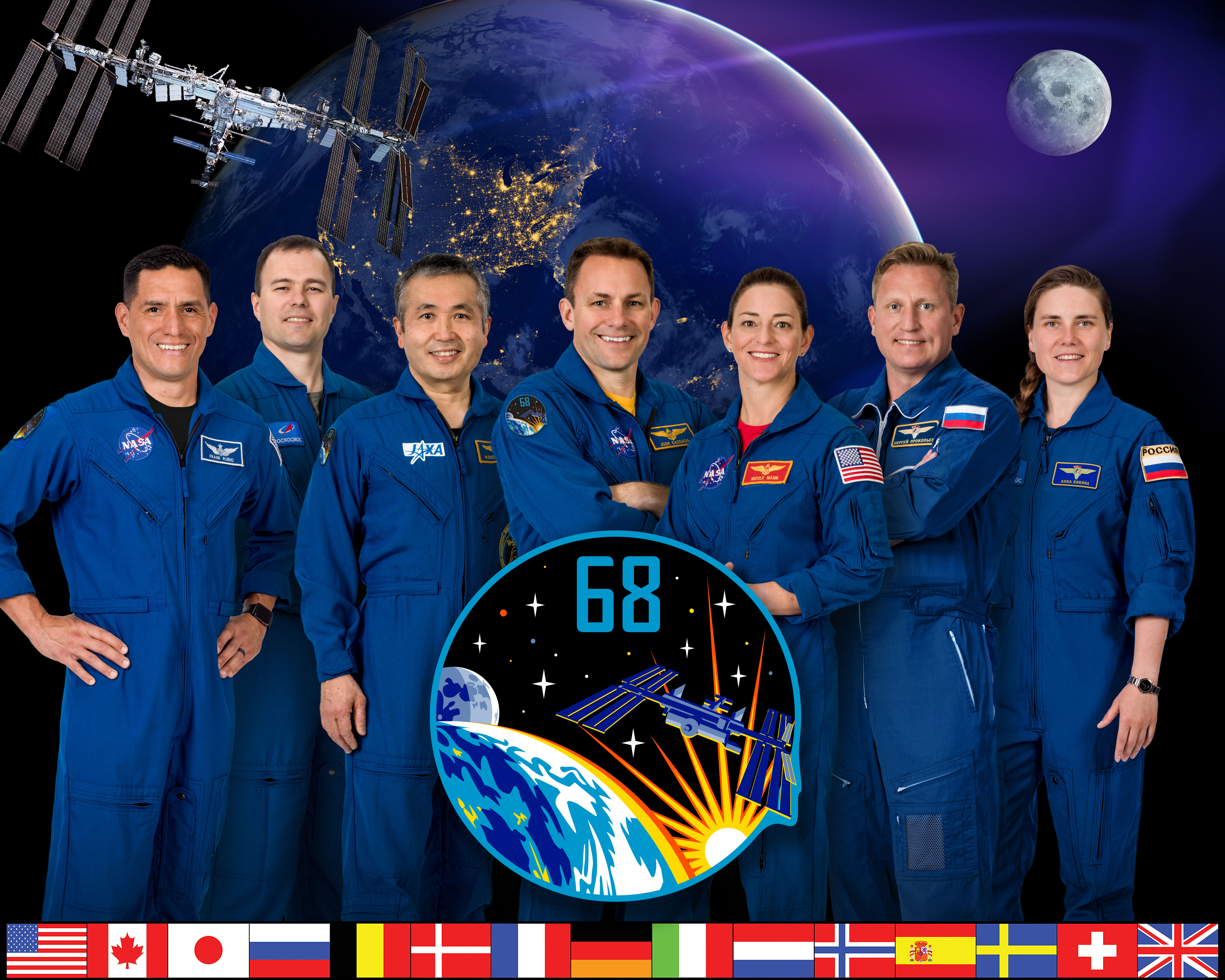
Expedition 68 besättning.

Expedition 68 är den 68:e expeditionen till Internationella rymdstationen (ISS). Expeditionen började den 29 september 2022 då delar av Expedition 67s besättning återvände till jorden med Sojuz MS-21.
Nicole Aunapu Mann, Josh A. Cassada, Koichi Wakata och Anna Kikina anslöt till expeditionen den 6 oktober 2022.
Samantha Cristoforetti, Kjell N. Lindgren, Robert Hines och Jessica Watkins lämnade expeditionen den 14 oktober 2022.
Den 15 december 2022 uppstod en läcka på ett av Sojuz MS-22 kylsystem.
Den 11 februari 2023 uppstod även en läcka på ett av Progress MS-21 kylsystem.
Den 26 februari 2023 dockade den då obemannade Sojuz MS-23 för att ersätta den skadade Sojuz MS-22
Stephen G. Bowen, Warren Hoburg, Sultan Al Neyadi och Andrey Fedyaev anslöt till expeditionen den 3 mars 2023.
Expeditionen avslutades den 28 mars 2023 då den obemannade Sojuz MS-22 lämnade rymdstationen.

## Besättning
| Position     | Första delen (29 september - 6 oktober 2022)      | Andra delen (6 oktober - 14 oktober 2022)         | Tredje delen (14 oktober 2022 - 3 mars 2023)    | Fjärde delen (3 mars - 11 mars 2023)            | Femte delen (11 mars - 28 mars 2023)        |
| ------------ | ------------------------------------------------- | ------------------------------------------------- | ----------------------------------------------- | ----------------------------------------------- | ------------------------------------------- |
| Befälhavare  | Samantha Cristoforetti, ESA Hennes andra rymdfärd | Samantha Cristoforetti, ESA Hennes andra rymdfärd | Sergey Prokopyev, RSA Hans andra rymdfärd       | Sergey Prokopyev, RSA Hans andra rymdfärd       | Sergey Prokopyev, RSA Hans andra rymdfärd   |
| Flygingenjör | Dmitry Petelin, RSA Hans första rymdfärd          | Dmitry Petelin, RSA Hans första rymdfärd          | Dmitry Petelin, RSA Hans första rymdfärd        | Dmitry Petelin, RSA Hans första rymdfärd        | Dmitry Petelin, RSA Hans första rymdfärd    |
| Flygingenjör | Francisco Rubio, NASA Hans första rymdfärd        | Francisco Rubio, NASA Hans första rymdfärd        | Francisco Rubio, NASA Hans första rymdfärd      | Francisco Rubio, NASA Hans första rymdfärd      | Francisco Rubio, NASA Hans första rymdfärd  |
| Flygingenjör | Sergey Prokopyev, RSA Hans andra rymdfärd         | Sergey Prokopyev, RSA Hans andra rymdfärd         |                                                 | Stephen G. Bowen, NASA Hans fjärde rymdfärd     | Stephen G. Bowen, NASA Hans fjärde rymdfärd |
| Flygingenjör | Kjell N. Lindgren, NASA Hans andra rymdfärd       | Kjell N. Lindgren, NASA Hans andra rymdfärd       |                                                 | Warren Hoburg, NASA Hans första rymdfärd        | Warren Hoburg, NASA Hans första rymdfärd    |
| Flygingenjör | Robert Hines, NASA Hans första rymdfärd           | Robert Hines, NASA Hans första rymdfärd           |                                                 | Sultan Al Neyadi, Hans första rymdfärd          | Sultan Al Neyadi, Hans första rymdfärd      |
| Flygingenjör | Jessica Watkins, NASA Hennes första rymdfärd      | Jessica Watkins, NASA Hennes första rymdfärd      |                                                 | Andrey Fedyaev, RSA Hans första rymdfärd        | Andrey Fedyaev, RSA Hans första rymdfärd    |
| Flygingenjör |                                                   | Nicole Aunapu Mann, NASA Hennes första rymdfärd   | Nicole Aunapu Mann, NASA Hennes första rymdfärd | Nicole Aunapu Mann, NASA Hennes första rymdfärd |                                             |
| Flygingenjör |                                                   | Josh A. Cassada, NASA Hans första rymdfärd        | Josh A. Cassada, NASA Hans första rymdfärd      | Josh A. Cassada, NASA Hans första rymdfärd      |                                             |
| Flygingenjör |                                                   | Koichi Wakata, JAXA Hans femte rymdfärd           | Koichi Wakata, JAXA Hans femte rymdfärd         | Koichi Wakata, JAXA Hans femte rymdfärd         |                                             |
| Flygingenjör |                                                   | Anna Kikina, RSA Hennes första rymdfärd           | Anna Kikina, RSA Hennes första rymdfärd         | Anna Kikina, RSA Hennes första rymdfärd         |                                             |